# Филатов, Александр Константинович
Александр Константинович Филатов (25 марта 1943 года — 25 октября 1988 года) — русский поэт, член Союз писателей СССР, автор поэтических сборников.

## Биография
Родился в селе Топлинка Белгородского района Белгородской области. С 18 лет в результате несчастного случая был прикован к креслу. После окончания Белгородского педагогического института работал учителем русского языка и литературы в Топлинской средней школе. При жизни вышло три поэтических сборника: «Тропа», «Огни зовущие», «Окно». В 1997 году был издан посмертный сборник стихов и прозы поэта «Я воскресну в травах спелых».